# FN:s ekonomiska och sociala kommission för Västasien
Ekonomiska och sociala kommissionen för Västasien, som brukar förkortas ESCWA eller UNESCWA (från det engelska namnet [United Nations] Economic and Social Commission for Western Asia), är Förenta nationernas ekonomiska kommission för Mellanöstern. Det är ett av fem regionala organ under Ekonomiska och sociala rådet.
ECE har sitt säte i Beirut, Libanon.

## Medlemsstater
- Bahrain
- Egypten
- Förenade Arabemiraten
- Irak
- Jemen
- Jordanien
- Kuwait
- Libanon
- Oman
- Palestina
- Qatar
- Saudiarabien
- Sudan
- Syrien